# Confession dans la nuit
Pour plus de détails, voir Fiche technique et Distribution.
Confession dans la nuit (titre original : Vanità) est un film italien réalisé par Giorgio Pàstina, sorti en 1947. Le film est l'adaptation de la pièce de théâtre La gibigianna de Carlo Bertolazzi. Le film a été tourné au studio I.C.E.T. de Milan.

## Synopsis
Enrico et Bianca issus d'un milieu populaire s'aimant et vivent ensemble, mais Bianca rêve d'une vie plus aisée. Elle fait la connaissance d'un homme aisé et trompe Enrico et se séparent, mais rien ne va et elle tombe dans la prostitution. Enrico ne peut l'oublier et part à sa recherche.

## Fiche technique
- Titre original : Vanità
- Réalisation : Giorgio Pàstina
- Sujet : Carlo Bertolazzi
- Scénario : Giorgio Pàstina
- Photographie : Giuseppe La Torre
- Montage :
- Musique : Nino Rota
- Scénographie : Gastone Simonetti
- Costumes :
- Producteur : Vincenzo Genesi
- Société de production :Fauno Film
- Distribution : Generalcine
- Pays d'origine :  Italie
- Langue : Italien
- Format : Noir et blanc — 35 mm — 1,37:1 — Son : Mono
- Genre : melodrame historique
- Durée : 83 minutes (1 h 23)
- Dates de sortie : 
  - Italie : 15 mai 1947
  - France : 3 décembre 1948

## Distribution
- Walter Chiari: Enrico Scotti
- Liliana Laine: Bianca
- Dina Galli: propriétaire de la pension
- Ruggero Ruggeri: curé
- Mirko Ellis
- Alda Mangini
- Luigi Almirante
- Checco Rissone
- Roberto Bertea
- Otello Toso: Amante di Bianca
- Mario Ferrari: Medico
- Federico Collino